# Dear Loving
Dear Loving（ディアーラヴィング）は、日本の大阪府枚方市出身の3人組ヴィジュアル系インディーズロックバンドである。2001年より独自のジャンル「ポジティブでポップでロック＝ポジポック」をコンセプトに方向性を一転させる。2009年2月18日、シングルCD『Fly high』（CYCL-35017）をリリース
ドラムTAKUYAの脱退。2010年4月28日、フルエンプティからシングルCD『幸せのカタチ』（YZFE-5001 / YZFE-5002）をリリース。
2010年12月25日枚方市民会館で行われた初ホールワンマン「CROSS ROAD～月と太陽～」にてDr TAKUYA脱退。
2013年5月3rdアルバム「その手に未来を」を発売。
2014年8月4thアルバム「365のメッセージ」を発売。
2015年3月BESTALBUM「I　LOVE　DL」を発売。
2015年9月MINI　ALBUM「Positive Toy Box」

## メンバー
- MASA（マサ）vocal
  - Twitter　@dearlovingmasa
  - 血液型はA型。
- YUKI（ユキ）Guitar
  - Twitter　@dearlovingyuki
  - 血液型はO型。
- KURO（クロ）Bass
  - Twitter　@DearLovingKURO
  - 血液型はAB型。

### サポートDr
- GAKU（UNIST）
- ゆうや
- イッシー
- DUCCI
- SINGO

## ディスコグラフィー

### シングル
- HAPPY happy DAYS（2004年3月10日）
- メチャ×2モテたい!!（2004年10月17日）
- Fly high（2009年2月18日）[3]
  - 「Fly high」…日本テレビ『ラジかるッ』　2009年2月エンディングテーマ／毎日放送 『MUSIC EDGE』　2009年2月度エンディングテーマ
- 信じたい未来（2009年3月18日）
  - 「信じたい未来」…毎日放送 『麒麟の部屋』　2009年3月度エンディングテーマ
- 初恋（2009年10月28日）
- 幸せのカタチ（2010年4月28日）
- 月と太陽（2010年12月1日）
- その涙には意味がある（2013年6月1日）「ざっくりハイタッチ」「音流」ダブルタイアップ
- 365（2014年5月）
- あなたがいなくなる前に（2014年6月）

### 限定シングル
- Because／I can't love（2001年4月10日）
  - 会場限定
- HELLO（2001年12月12日）
  - 3000枚限定
- Jump!!（2002年1月12日）
  - 3000枚限定
- 恋は二人で～Girls to～（2002年2月12日）
  - 3000枚限定
- 恋は二人で～Boys to～（2002年3月12日）
  - 3000枚限定
- 星降る夜に逢いましょう（発売日不明）
  - FC限定
- Voice（2004年7月7日）
  - 池袋CYBER限定
- Shiny days（2005年3月24日）
  - 会場限定
- スターになる★（2006年7月7日）
  - 会場限定
- SMILE（発売日不明）
  - 会場限定
- お前がええねん（2011年8月6日）
  - 会場限定
  - 第23回なにわ淀川花火大会テーマソング

### ミニアルバム
- Loose Vision（2001年4月20日）
- 元気出ました。（2002年9月1日）
- あなたに捧げる愛の詩（2003年3月12日）
- 誰かの温もりが欲しい夜は、どうかこの歌を（2007年9月5日）

### アルバム
- 生きること、歌うこと（2006年6月7日）
- ポジポッケスト（2008年11月12日）
- キミニハネ（2009年7月22日）
- イマココニアイ（2010年9月1日）
- その手に未来を（2013年5月15日）
- 365のメッセージ（2014年8月13日）
- I♡DL（2015年3月）
- Positive Toy Box（2015年9月16日）

### DVD
- 18th ANNIVERSARY LIVE DVD枚方市民会館大ホール『CROSS ROAD～月と太陽～』

### デモテープ
- I can't love
- Still…
- Identification Card